# ویتون (ایلینوی)
وئاتون، ایلینوی (به انگلیسی: Wheaton, Illinois) یک شهر در ایالات متحده آمریکا با جمعیت ۵۳٬۴۶۹ نفر است که در ایلی‌نوی واقع شده‌است.

## موقعیت جغرافیایی
موقعیت جغرافیایی شهرها و مناطق اطراف به شرح زیر است: